# Democràcia Pitiüsa
Democràcia Pitiüsa és un partit polític eivissenc. Fou fundat en les eleccions municipals de 1999 i només es presentà a l'Ajuntament de Sant Antoni de Portmany, on va aconseguir 717 vots (10,50%) i dos regidors, Vicent Marí Prats, alcalde amb la UCD el 1979 i Josep Torres Torres;aleshores el PP va perdre la majoria absoluta, però no va arribar a un acord amb l'oposició per a formar un govern municipal. A les eleccions al Parlament de les Illes Balears de 2007, dirigida per Antoni Ribas Boned i María José Torres Cardona (candidata al Consell d'Eivissa) va obtenir 675 vots a l'illa d'Eivissa.